# IC 3338
IC 3338 је спирална галаксија у сазвјежђу Береникина коса која се налази на листи објеката дубоког неба у Индекс каталогу.
Деклинација објекта је + 25° 53' 9" а ректасцензија 12h 26m 22,1s. Привидна величина (магнитуда) објекта IC 3338 износи 15,2 а фотографска магнитуда 16,0.